# Список церков, збережених трестом зі збереження церков у Північній Англії

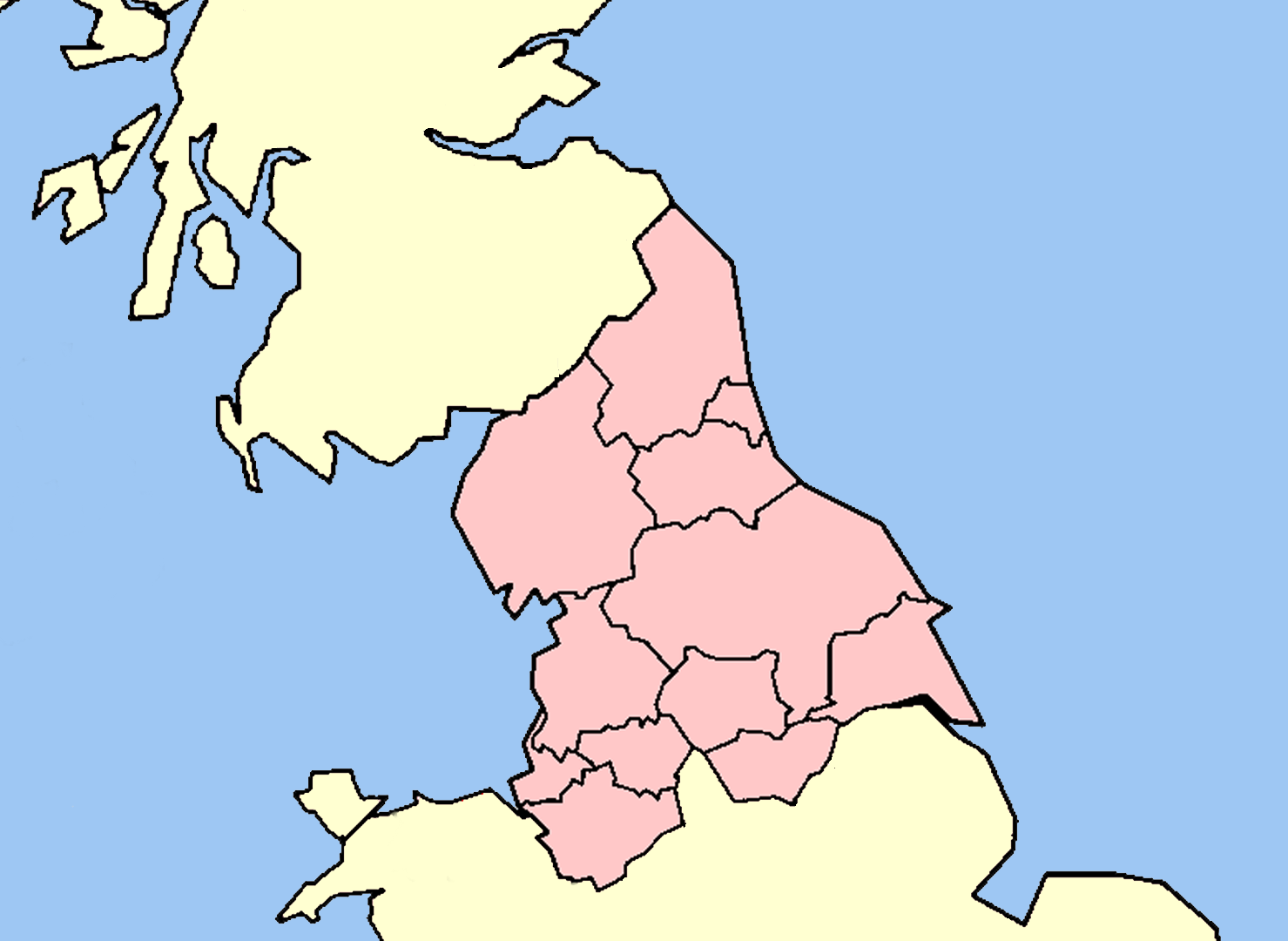
Розташування Північної Англії на території Великої Британії

Трест зі збереження церков (англ. Churches Conservation Trust) — благодійна організація, метою якої є управління та охорона історичних церков, що не використовуються для регулярних богослужінь або зовсім занедбані. Фонд був заснований в 1968 році. Якщо до 2001 року частково трест фінансувався Департаментом з питань культури, засобів масової інформації та спорту, то наразі це тільки приватні пожертвування. Місцеві громади використовують пам'ятки для проведення екскурсій, різних урочистих заходів та виставок. Понад 1,5 мільйона осіб щорічно відвідує церкви.
У список включено 50 історичних будівель, розташованих на території Північної Англії. З них 18 знаходяться в графстві Північний Йоркшир, 6 в Ланкаширі, 6 у Великому Манчестері, 5 в Саут-Йоркширі, 4 в Камбрії, 4 в Уест-Йоркширі, 2 в Нортумберленді, 2 в Чеширі, 2 у Тайн-енд-Уїр і 1 в Мерсісайді.

## Класифікація
| Клас | Критерій                                                                                |
| ---- | --------------------------------------------------------------------------------------- |
| I    | Будівля являє виключний інтерес, іноді розглядається як пам'ятник міжнародного значення |
| II*  | Важлива будівля, що являє особливий інтерес                                             |
| II   | Будівля загальнодержавного значення, що являє особливий інтерес                         |

## Список церков
| Назва                                                                    | Розташування і координати                                                           | Зображення | Заснована            | Примітки | Клас |
| ------------------------------------------------------------------------ | ----------------------------------------------------------------------------------- | --- | -------------------- | --- | ---- |
| Церква Святого Андрія (англ. St Andrew's Church)                         | Нортумберленд 54°56′53″ пн. ш. 1°55′34″ зх. д. / 54.9481° пн. ш. 1.9260° зх. д.     | | біля 850             | Башта церкви спочатку побудована як оборонна споруда, неф був прибудований в XI столітті, а вівтар і трансепт в XIII столітті. У XIX столітті в церкві була проведена реконструкція. | I    |
| Церква Святої Трійці (англ. Holy Trinity)                                | Північний Йоркшир 53°57′40″ пн. ш. 1°04′49″ зх. д. / 53.9610° пн. ш. 1.0804° зх. д. | The western section of a stone church with a red tiled roof seen from the south, showing the porch and a battlemented tower                                                                               | початок XII століття | Побудована в першій половині XII століття, в наступні чотири століття неодноразово перебудовувалася. | I    |
| Церква Діви Марії (англ. St Mary's Church)                               | Північний Йоркшир 54°10′32″ пн. ш. 1°15′23″ зх. д. / 54.1756° пн. ш. 1.2565° зх. д. | A stone church with a red tiled roof seen between trees in a churchyard. On the west gable is a bellcote.                                                                                                 | XII століття         | Побудована в XII столітті, перебудовувалася протягом XVI-XIX століть. Купіль церкви відноситься до XII століття, дах від нього до XVII століття. | II*  |
| Стара церква Айребі (англ. Ireby Old Church)                             | Камбрія 54°44′34″ пн. ш. 3°12′26″ зх. д. / 54.7427° пн. ш. 3.2071° зх. д.           | A small, simple, stone church, in front of which is a stone wall. On the far gable is a bellcote with a single bell.                                                                                      | XII століття         | У 1845-46 роках церква була зруйнована. Залишки вівтаря були відновлені в 1880 році архітектором Еваном Крістіаном. | I    |
| Церква Святого Освальда (англ. St Oswald's Church)                       | Саут-Йоркшир 53°33′59″ пн. ш. 1°04′53″ зх. д. / 53.5663° пн. ш. 1.0815° зх. д.      | A squat stone church with a gabled porch, beyond which is a low tower with a pyramidal roof, and the body of the church is behind this                                                                    | XII століття         | Будівля збудована в норманському стилі. Перебудовувалася в XIV і XVI століттях. У 1828 році прибудована вежа, а в 1864 і 1934 роках проведено реставраційні роботи. | II*  |
| Церква Діви Марії (англ. St Mary's Church)                               | Північний Йоркшир 53°55′57″ пн. ш. 1°37′29″ зх. д. / 53.9325° пн. ш. 1.6246° зх. д. | A low church seen from the south, with the nave and a porch on the left, the chancel on the right, and a bellcote on the gable between them                                                               | XII століття         | Алтарь построен в норманском стиле. Во время реставрации 1894 года была добавлена ризница. | I    |
| Церковь Иоанна Крестителя (англ. St John's Church)                       | Саут-Йоркшир 53°22′57″ пн. ш. 1°12′54″ зх. д. / 53.3824° пн. ш. 1.2149° зх. д.      | A stone church from the east seen at a distance in a churchyard, showing the east window and a battlemented west tower                                                                                    | XII століття         | Первые захоронения внутри церкви датируются около 1300 года. В XV веке к храму была пристроена башня, а в 1709 году восстановлены главное крыльцо и алтарь. | I    |
| Церковь Святого Петра (англ. St Peter's Church)                          | Северный Йоркшир 54°08′48″ пн. ш. 0°38′36″ зх. д. / 54.1468° пн. ш. 0.6432° зх. д.  | Part of a stone church seen from the southeast, with a protruding south aisle, and a tower surmounted by a spire                                                                                          | XII століття         | Алтарь построен в норманском стиле, неф и башня датируются XIV веком. | I    |
| Церковь Святого Петра (англ. St Peter's Church)                          | Саут-Йоркшир 53°28′10″ пн. ш. 1°11′57″ зх. д. / 53.4694° пн. ш. 1.1993° зх. д.      | A stone church seen from the south. On the left is a tower with a battlemented parapet, in the middle is the nave, also with a battlemented parapet, and on the right is the chancel with a plain parapet | кінець XII століття  | Церковь построена в норманском стиле. Перестраивалась в XIII—XV веках. | I    |
| Церковь Святого Лоуренса (англ. St Lawrence's Church)                    | Северный Йоркшир 53°57′15″ пн. ш. 1°04′07″ зх. д. / 53.9542° пн. ш. 1.0685° зх. д.  | A tower with a round-arched doorway at the bottom, two-light bell openings at the top, surmounted by a low pyramidal roof                                                                                 | конец XII века       | Церковь была разрушена в 1881—83 годах. В настоящее время от постройки осталась только башня. | I    |
| Церковь Святой Троицы (англ. Holy Trinity Church)                        | Северный Йоркшир 54°16′22″ пн. ш. 1°50′30″ зх. д. / 54.2729° пн. ш. 1.8418° зх. д.  | A stone church seen from the south with a battlemented tower on the left | XIII век             | Перестраивалась в XIV и XVII веках. | II*  |
| Церковь Святого Иоанна Крестителя (англ. St John the Baptist's Church)   | Северный Йоркшир 54°30′10″ пн. ш. 1°42′56″ зх. д. / 54.5028° пн. ш. 1.7156° зх. д.  | A stone church in a graveyard seen from the southwest, with a prominent battlemented tower and the body of the church and porch stretching behind it                                                      | XIII век             | Здание было отреставрировано в 1868 году архитектором Энтони Селвином. | I    |
| Церковь Святой Троицы (англ. Holy Trinity Church)                        | Северный Йоркшир 54°18′05″ пн. ш. 1°51′36″ зх. д. / 54.3014° пн. ш. 1.8600° зх. д.  | | XIII век             | Современное здание построено на фундаменте саксонской церкви 8 века. В 14 и 15 веках в планировке храма проведены изменения, в 1719 году была пристроена башня. | I    |
| Часовня Девы Марии (англ. St Mary's Chapel)                              | Северный Йоркшир 53°49′35″ пн. ш. 1°17′47″ зх. д. / 53.8263° пн. ш. 1.2963° зх. д.  | A small chapel-like church seen from the south, with a bellcote at the left, a door and a single window                                                                                                   | XIV век              | Эта небольшая часовня хранит в себе коллекцию мебели 18 века. Сооружение было спасено от разграбления группой бродяг в 1930-е годы. | II*  |
| Церковь Девы Марии (англ. St Mary's Church)                              | Чешир 53°15′54″ пн. ш. 2°50′19″ зх. д. / 53.2650° пн. ш. 2.8386° зх. д.             | A red sandstone church seen from the south with a battlemented tower on the left | XIV век              | Неф, алтарь и южный проход церкви датируются XIV веком. Башня и часовня были пристроены в XVI веке, южное крыльцо в XVII веке и арка над алтарём в XIX веке. После пожара 1909 года церковь была перестроена. | I    |
| Церковь Святой Троицы (англ. Old Holy Trinity Church)                    | Саут-Йоркшир 53°28′48″ пн. ш. 1°25′24″ зх. д. / 53.4799° пн. ш. 1.4233° зх. д.      | A stone church seen from a slight angle, with a flat-topped tower at the left, then the ruined south wall of the nave, and on the right part of the chancel                                               | XIV—XV век           | Нетронутыми остались башня XV века и алтарь 1684 года постройки, неф не сохранился. Алтарь и часовня были восстановлены в 1925 году. | II*  |
| Церковь Всех Святых (англ. All Saints' Church)                           | Уэст-Йоркшир 53°54′01″ пн. ш. 1°31′26″ зх. д. / 53.9003° пн. ш. 1.5240° зх. д.      | A long stone church seen from the southeast with a low tower at the far end | около 1410 года      | Церковь располагается на территории Харвуд-хауса. Сооружение было восстановлено в 1862-63 годах под руководством архитектора Джорджа Гильберта Скотта. | I    |
| Церковь Святого Мартина (англ. St Martin's Church)                       | Северный Йоркшир 54°07′13″ пн. ш. 1°02′11″ зх. д. / 54.1204° пн. ш. 1.0364° зх. д.  | A stone church seen from the southeast, with both the west tower and the south aisle battlemented | XV век               | В здании проводились реставрационные работы в 1871 и 1910 годах. | II*  |
| Церковь Девы Марии (англ. St Mary's Church)                              | Северный Йоркшир 54°25′07″ пн. ш. 1°32′59″ зх. д. / 54.4186° пн. ш. 1.5497° зх. д.  | A stone church seen from a slight angle, with an embattled tower on the left, the nave in the centre, and the chancel on the right                                                                        | 1450—70              | Церковь была отреставрирована в 1883 году. | I    |
| Церковь Архангела Михаила (англ. St Michael's Church)                    | Северный Йоркшир 53°58′07″ пн. ш. 1°21′02″ зх. д. / 53.9685° пн. ш. 1.3506° зх. д.  | A stone church seen from the southwest with a prominent battlemented tower at the base of which is a recessed arch containing a large window                                                              | 1456—58              | Церковь построена в стиле перпендикулярной готики. Внутреннее убранство включает в себя пасхальный Гроб Господен и фрагменты Средневекового геральдического витража | I.   |
| Церковь Святого Леонарда (англ. St Leonard's Church)                     | Ланкашир 53°49′06″ пн. ш. 2°27′20″ зх. д. / 53.8182° пн. ш. 2.4556° зх. д.          | A simple low church with a south porch. On the west gable is a bellcote, and on the east gable is a cross                                                                                                 | 1557                 | Считается, что большая часть камня на строительство церкви была привезена из близлежащего аббатства Уолли после роспуска монастыря. Во время реконструкции 1879 году к строению добавили ризницу. | I    |
| Церковь Святого Уэрбра (англ. St Werburgh's Church)                      | Большой Манчестер 53°24′08″ пн. ш. 2°27′26″ зх. д. / 53.4021° пн. ш. 2.4573° зх. д. | A brick church with its tower at the east end; this contains a round-headed doorway, an oval window, twin bell openings, and simple pinnacles                                                             | XVI век              | Одна из немногих сохранившихся фахверковых церквей в Англии. В 1645 году были укреплены стены храма, а в 1711 году пристроена кирпичная башня. | I    |
| Церковь Святого Иоанна Богослова (англ. St John the Evangelist's Church) | Уэст-Йоркшир 53°48′00″ пн. ш. 1°32′32″ зх. д. / 53.8001° пн. ш. 1.5423° зх. д.      | A substantial stone church seen from the northwest. The tower has crocketted pinnacles, and the north wall of the body of the church has a series of large rectangular windows                            | 1632—34              | Одна из старейших церквей Лидса. В конце 19 века были предложения снести сооружение, но они были отвергнуты | I.   |
| Церковь Святого Ниниана (англ. St Ninian's church)                       | Камбрия 54°39′46″ пн. ш. 2°41′05″ зх. д. / 54.6628° пн. ш. 2.6847° зх. д.           | A long low simple stone church seen from the southeast with a south porch and a west bellcote | 1660                 | Построена для леди Анны Клиффорд. | I    |
| Церковь Святого Иоанна Крестителя (англ. St John the Baptist's Church)   | Ланкашир 53°55′44″ пн. ш. 2°54′40″ зх. д. / 53.9290° пн. ш. 2.9111° зх. д.          | A simpled small church with a bellcote on the left gable | 1717                 | Построена в георгианском стиле, в 1813 году церковь была перестроена. | II*  |
| Церковь Святой Троицы (англ. Holy Trinity Church)                        | Тайн-энд-Уир 54°54′28″ пн. ш. 1°22′08″ зх. д. / 54.9077° пн. ш. 1.3688° зх. д.      | A brick church with stone dressings seen from the south. The west tower has a clock and pinnacles, and along the south face of the body of the church are Georgian-style windows                          | 1718-19              | Церковь Троицы была построена из кирпича с каменной отделкой у основания крыши. В 1735 году были добавлены апсида и палладианские окна, выходящие на запад. | I.   |
| Церковь Девы Марии (англ. St Mary's Church)                              | Ланкашир 53°40′29″ пн. ш. 2°49′26″ зх. д. / 53.6748° пн. ш. 2.8239° зх. д.          | A Georgian style brick church seen from the southwest with a porch protruding in the foreground, a slim tower topped by a rotunda, and the body of the church extending beyond                            | 1719                 | Эта церковь построена из кирпича. В 1824 году была перестроена башня и добавлены крыльцо и ризница. | II*  |
| Церковь Святого Мартина (англ. St Martin's Church)                       | Северный Йоркшир 54°00′57″ пн. ш. 1°22′00″ зх. д. / 54.0159° пн. ш. 1.3668° зх. д.  | The west end of a stone church with three gable ends, a circular window and a doorway and more windows with round heads                                                                                   | 1745—46              | Церковь расположена в непосредственной близости от замка Аллертон. Здание построено в неороманском стиле с элементами перпендикулярной готики. | II*  |
| Церковь Святого Иоанна Богослова (англ. St John the Evangelist's Church) | Ланкашир 54°03′01″ пн. ш. 2°47′56″ зх. д. / 54.0504° пн. ш. 2.7990° зх. д.          | | 1754—55              | Башня со шпилем были построены в 1784 году по проекту архитектора Томаса Гаррисона. В 1955 году была проведена реставрация под руководством Альберта Ричардсона, но в 1981 году церковь закрыли. | II*  |
| Церковь Святого Георгия (англ. St George's Church)                       | Большой Манчестер 53°25′48″ пн. ш. 2°24′40″ зх. д. / 53.4300° пн. ш. 2.4110° зх. д. | | 1757—59              | Ныне эта церковь располагается вблизи Манчестерского судоходного канала. | II*  |
| Старая церковь Бекконсолл (англ. Becconsall Old Church)                  | Ланкашир 53°42′09″ пн. ш. 2°49′52″ зх. д. / 53.7025° пн. ш. 2.8312° зх. д.          | | 1764                 | Церковь в георгианском стиле построена на месте старой часовни. Закрыта с 1926 года | II*. |
| Церковь Святого Томаса (англ. St Thomas' Church)                         | Большой Манчестер 53°34′42″ пн. ш. 2°01′42″ зх. д. / 53.5782° пн. ш. 2.0284° зх. д. | A two-storey stone church with round-headed windows and a bellcote on the near gable | 1765                 | Построенную на склоне холма церковь посещали люди, отправлявшиеся в длительное путешествие. | II*  |
| Церковь Святого Андрея (англ. St Andrew's Church)                        | Нортумберленд 54°53′29″ пн. ш. 1°55′52″ зх. д. / 54.8915° пн. ш. 1.9310° зх. д.     | A small stone church seen from the southwest with a south transept as large as the nave | 1769                 | Построена на холме высотой в 293 метра. В 19 веке церковь пострадала из-за оседания ґрунта, вызванного горными выработками. | II*  |
| Церковь Христа (англ. Christ Church)                                     | Чешир 53°15′31″ пн. ш. 2°07′50″ зх. д. / 53.2586° пн. ш. 2.1305° зх. д.             | A two-storey brick church with stone dressings seen from the north; the tall slim tower has clock faces and a battlemented parapet                                                                        | 1775—76              | Церковь построена на счёт промышленника Чарльза Роу. При строительстве использовались чугунные колонны, поддерживающие галереи. | II*  |
| Церковь Всех Святых (англ. All Saints Church)                            | Северный Йоркшир 54°33′44″ пн. ш. 0°59′33″ зх. д. / 54.5623° пн. ш. 0.9925° зх. д.  | A plain stone church seen through a churchyard with a battlemented tower | 1785                 | Построена на месте старой церкви. | II*  |
| Церковь Святого Стефана (англ. St Stephen's Church)                      | Северный Йоркшир 54°26′25″ пн. ш. 0°32′59″ зх. д. / 54.4402° пн. ш. 0.5497° зх. д.  | A small stone church standing in a churchyard on top of a hill. On the near gable is a bell-cupola. | 1821—22              | Церковь располагается на возвышенности с видом на город и море. | I    |
| Церковь Святой Троицы (англ. Holy Trinity Church)                        | Ланкашир 53°45′04″ пн. ш. 2°28′29″ зх. д. / 53.7511° пн. ш. 2.4746° зх. д.          | A substantial stone church seen from the south; from the left is a tower with pinnacles, a nave with clerestory, a large south transept, and a short chancel                                              | 1837—46              | Церковь построена по проекту Эдмунда Шарпа. Потолок состоит из 80 панелей, на каждой из которых изображён раскрашенный герб. Орган был изготовлен в Лондоне. | II*  |
| Церковь Девы Марии (англ. St Mary's Church)                              | Северный Йоркшир 54°05′19″ пн. ш. 1°25′40″ зх. д. / 54.0885° пн. ш. 1.4277° зх. д.  | | 1843                 | Здание построено в неороманском стиле. | II*  |
| Церковь Христа (англ. Christ Church)                                     | Большой Манчестер 53°24′52″ пн. ш. 2°10′04″ зх. д. / 53.4144° пн. ш. 2.1678° зх. д. | | 1846                 | Церковь построена по проекту Уильяма Хейли. В 1977 году здание пострадало от пожара, что привело к его частичному сносу. До настоящего времени сохранились башня и часть стен. | II*  |
| Церковь Святого Григория (англ. St Gregory's Church)                     | Камбрия 54°19′26″ пн. ш. 2°33′50″ зх. д. / 54.3240° пн. ш. 2.5638° зх. д.           | | 1850                 | Церковь возведена как часовня для семьи Аптон. | II*  |
| Церковь Святого Иоанна Богослова (англ. St John the Evangelist's Church) | Саут-Йоркшир 53°29′56″ пн. ш. 1°13′31″ зх. д. / 53.4989° пн. ш. 1.2254° зх. д.      | A small stone church seen from the south, with an extensive roof, small lancet windows, a prominent gabled porch, and a central bellcote                                                                  | 1856                 | Построена под руководством архитектора Джорджа Гильберта Скотта по заказу баронета Джозефа Копли. Внутренне убранство выполнено скульптором Джоном Бирни Филипом. | II*  |
| Церковь Всех душ (англ. All Souls Church)                                | Уэст-Йоркшир 53°43′49″ пн. ш. 1°51′46″ зх. д. / 53.7304° пн. ш. 1.8628° зх. д.      | A stone church seen from a slight angle at the southwest, with a tower and tall spire on the left and the body of the church extending to the right                                                       | 1856—59              | Здание спроектировано архитектором Джорджем Гильбертом Скоттом по заказу мануфактурщика Эдварда Экройда. Шпиль церкви достигает высоту в 72 метра. | I    |
| Церковь Святого Иоанна Крестителя (англ. St John the Baptist's Church)   | Камбрия 54°17′09″ пн. ш. 3°05′38″ зх. д. / 54.2857° пн. ш. 3.0940° зх. д.           | A small stone church seen from the southeast with a short chancel, a porch at the southeast, a buttressed nave, and a west bellcote                                                                       | 1862-63              | Храм сооружён на месте прежней церкви. Руководил работами архитектор Эдвард Грехэм Пейли. | —    |
| Церковь Святого Стефана (англ. St Stephen's Church)                      | Уэст-Йоркшир 53°41′50″ пн. ш. 1°52′23″ зх. д. / 53.6972° пн. ш. 1.8731° зх. д.      | A stone church seen through foliage with an apse to the left, a nave and chancel with a clerestory, and a bellcote towards the left                                                                       | 1863                 | Построена архитектором Уильямом Кросслендом по заказу мануфактурщика Эдварда Экройда. Сама постройка располагается на склоне холма с видом на реку Колдер | II*. |
| Церковь Святого Стефана (англ. St Stephen's Church)                      | Тайн и Уир 54°57′49″ пн. ш. 1°38′24″ зх. д. / 54.9635° пн. ш. 1.6401° зх. д.        | A tower with a stair turret, pinnacles and a spire | 1868                 | Церковь возведена по проекту Уильяма Джорджа Армстронга в честь Чарльза Баринга, епископа Дарема. | II*  |
| Церковь Святого Эдмунда (англ. Church of St Edmund)                      | Большой Манчестер 53°37′16″ пн. ш. 2°09′56″ зх. д. / 53.6210° пн. ш. 2.1655° зх. д. | | 1870—73              | Церковь была спроектирована Д. Медлендем Тейлором. Строительство обошлось в £28 000. Строение имеет крестообразную форму, черепичная крыша увенчана башней. Церковь была закрыта в 2009 году. | II*  |
| Церковь Христа Утешителя (англ. Church of Christ the Consoler)           | Северный Йоркшир 54°06′22″ пн. ш. 1°27′04″ зх. д. / 54.1062° пн. ш. 1.4510° зх. д.  | A stone church seen from the northeast with a large east window, a clerestory, and a tower with pinnacles and a spire                                                                                     | 1871-76              | Церковь воздвигнута на территории поместья Ньюби-Холл. Она посвящена памяти Фредерика Вайнера, сына владельца земли, похищенного бандитами и убитого в 1870 году. Деньги, предназначавшиеся для выкупа, пошли на оплату строительства сооружения. Руководил работами архитектор Уильям Берджес | I    |
| Церковь Святого Андрея (англ. St Andrew's Church)                        | Северный Йоркшир 54°10′38″ пн. ш. 0°34′57″ зх. д. / 54.1773° пн. ш. 0.5826° зх. д.  | A stone church seen from the northeast with a broad tower and spire, a chancel with an apse and, between them a small vestry                                                                              | 1877                 | Церковь была построена по проекту архитектора Джорджа Эдмунда Стрита по заказу баронета Сайкса. Четыре статуи на башне церкви первоначально предназначались для северного крыльца Бристольского собора | I    |
| Церковь Всех Святых (англ. Church of All Souls)                          | Большой Манчестер 53°35′37″ пн. ш. 2°26′02″ зх. д. / 53.5937° пн. ш. 2.4339° зх. д. | | 1880-81              | Церковь построена по заказу Томаса Гринхола. Неф церкви не имеет колонн, что делает его одним из самых широких не поддерживаемых в приходских церквах Англии | II*  |
| Церковь Христа (англ. Old Christ Church)                                 | Мерсисайд 53°28′15″ пн. ш. 3°01′25″ зх. д. / 53.4709° пн. ш. 3.0237° зх. д.         | | 1891-99              | Нынешняя церковь возведена на месте старой церкви, разобранной из-за ветхости. Работами руководили архитекторы Эдвард Грэхем Палей, Хьюберт Остин и Генри Палей. После закрытия сильно пострадала от действий вандалов. В настоящее время отреставрированное сооружение находится под охраной общества «Друзья Старой церкви Христа», в здании периодически проводятся различные торжественные мероприятия | II*  |